# Делхай (тауншип, Миннесота)
Делхай (англ. Delhi) — тауншип в округе Редвуд, Миннесота, США. На 2000 год его население составило 298 человек.

## География
По данным Бюро переписи населения США площадь тауншипа составляет 86,0 км², из которых 85,8 км² занимает суша, а 0,2 км² — вода (0,24 %).

## Демография
По данным переписи населения 2000 года здесь находились 298 человек, 109 домохозяйств и 84 семьи.  Плотность населения —  3,5 чел./км².  На территории тауншипа расположено 114 построек со средней плотностью 1,3 построек на один квадратный километр. Расовый состав населения: 97,32 % белых, 2,01 % коренных американцев, 0,34 % — других рас США и 0,34 % приходится на две или более других рас. Испанцы или латиноамериканцы любой расы составляли 0,34 % от популяции тауншипа.
Из 109 домохозяйств в 34,9 % воспитывались дети до 18 лет, в 69,7 % проживали супружеские пары, в 3,7 % проживали незамужние женщины и в 22,9 % домохозяйств проживали несемейные люди. 20,2 % домохозяйств состояли из одного человека, при том 10,1 % из — одиноких пожилых людей старше 65 лет. Средний размер домохозяйства — 2,73, а семьи — 3,17 человека.
28,2 % населения — младше 18 лет, 6,4 % — в возрасте от 18 до 24 лет, 25,8 % — от 25 до 44, 26,5 % — от 45 до 64, и 13,1 % — старше 65 лет. Средний возраст — 39 лет. На каждые 100 женщин приходилось 120,7 мужчин.  На каждые 100 женщин старше 18 приходилось 111,9 мужчин.
Средний годовой доход домохозяйства составлял 55 833 доллара, а средний годовой доход семьи —  60 139 долларов. Средний доход мужчин —  43 750  долларов, в то время как у женщин — 20 625. Доход на душу населения составил 18 748 долларов. За чертой бедности находились 5,6 % семей и 5,4 % всего населения тауншипа, из которых 5,6 % младше 18 лет.